# Xalpa Uno
Xalpa Uno är en ort i Mexiko.   Den ligger i kommunen Yecapixtla och delstaten Morelos, i den sydöstra delen av landet, 60 km söder om huvudstaden Mexico City. Xalpa Uno ligger 1 527 meter över havet och antalet invånare är 309.
Terrängen runt Xalpa Uno är kuperad norrut, men söderut är den platt. Runt Xalpa Uno är det tätbefolkat, med 613 invånare per kvadratkilometer. Närmaste större samhälle är Cuautla Morelos, 9,8 km söder om Xalpa Uno. Omgivningarna runt Xalpa Uno är en mosaik av jordbruksmark och naturlig växtlighet.